# BMW N13
El N13 es un motor turbocargado de 4 cilindros en línea producido por BMW, fue utilizado por primera vez en el 2011 para equipar las versiones 116i y 118i del BMW Serie 1. Este motor continua con la tecnología de punta BMW's EfficientDynamics, reemplazando el también cuatro cilindros en línea N43, comparte la tecnología utilizada por el motor N20, como la tecnología BMW TwinTurbo con turbocompresor de doble entrada, inyección de alta precisión, control de válvulas completamente variables entre otros. La base del N13 es el motor Prince, que fue desarrollado conjuntamente por BMW y PSA Peugeot Citroën.
| Motor  | Desplazamiento             | Potencia               | Torque                          | Revoluciones | Año  |
| ------ | -------------------------- | ---------------------- | ------------------------------- | ------------ | ---- |
| N13B16 | 1.6 L (1598 cc/121.25 in³) | 100 kW (136 CV) @ 4400 | 220 Nm (162 ft·lbf) @ 1350-4300 | 7000 rpm     | 2011 |
| N13B16 | 1.6 L (1598 cc/121.25 in³) | 125 kW (170 CV) @ 4800 | 250 Nm (184 ft·lbf) @ 1500-4500 | 7000 rpm     | 2011 |

## N13B16[3]
- 100 kW (136 CV) @ 4400
  - (2011-?) 116i Hatchback 5 Puertas
- 125 kW (170 CV) @ 4800
  - (2011-?) 118i Hatchback 5 Puertas